# 本塔尔山

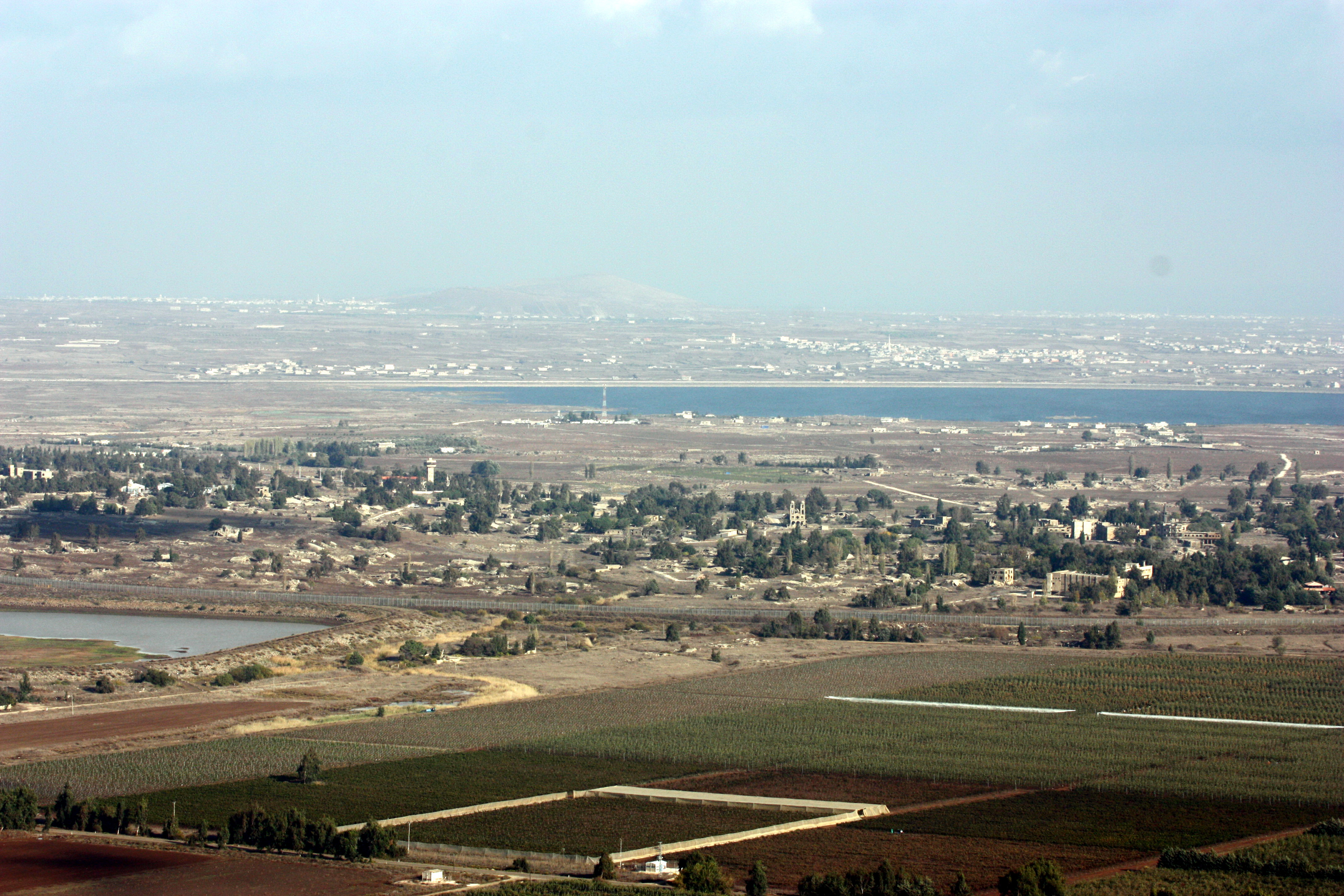
从山顶远眺叙利亚城市Quneitra

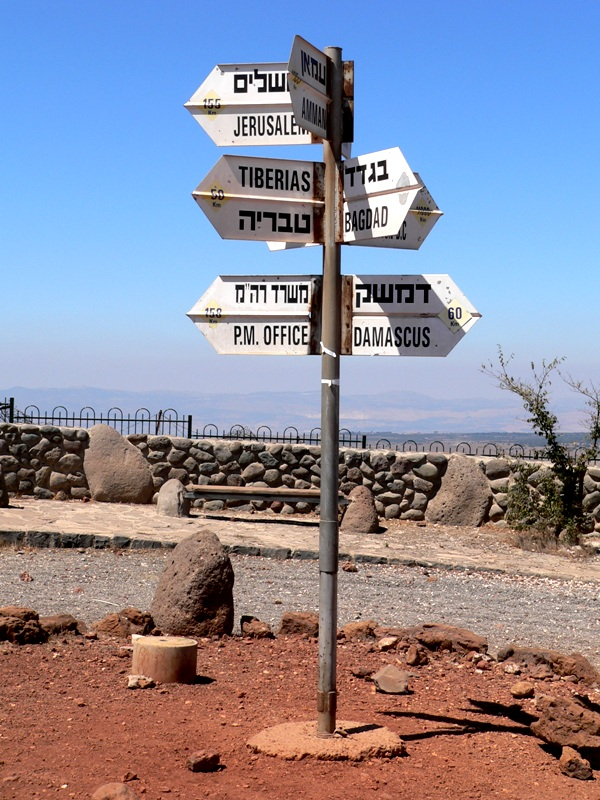
山顶指路牌，标示通往周边国家城市的方向和距离。

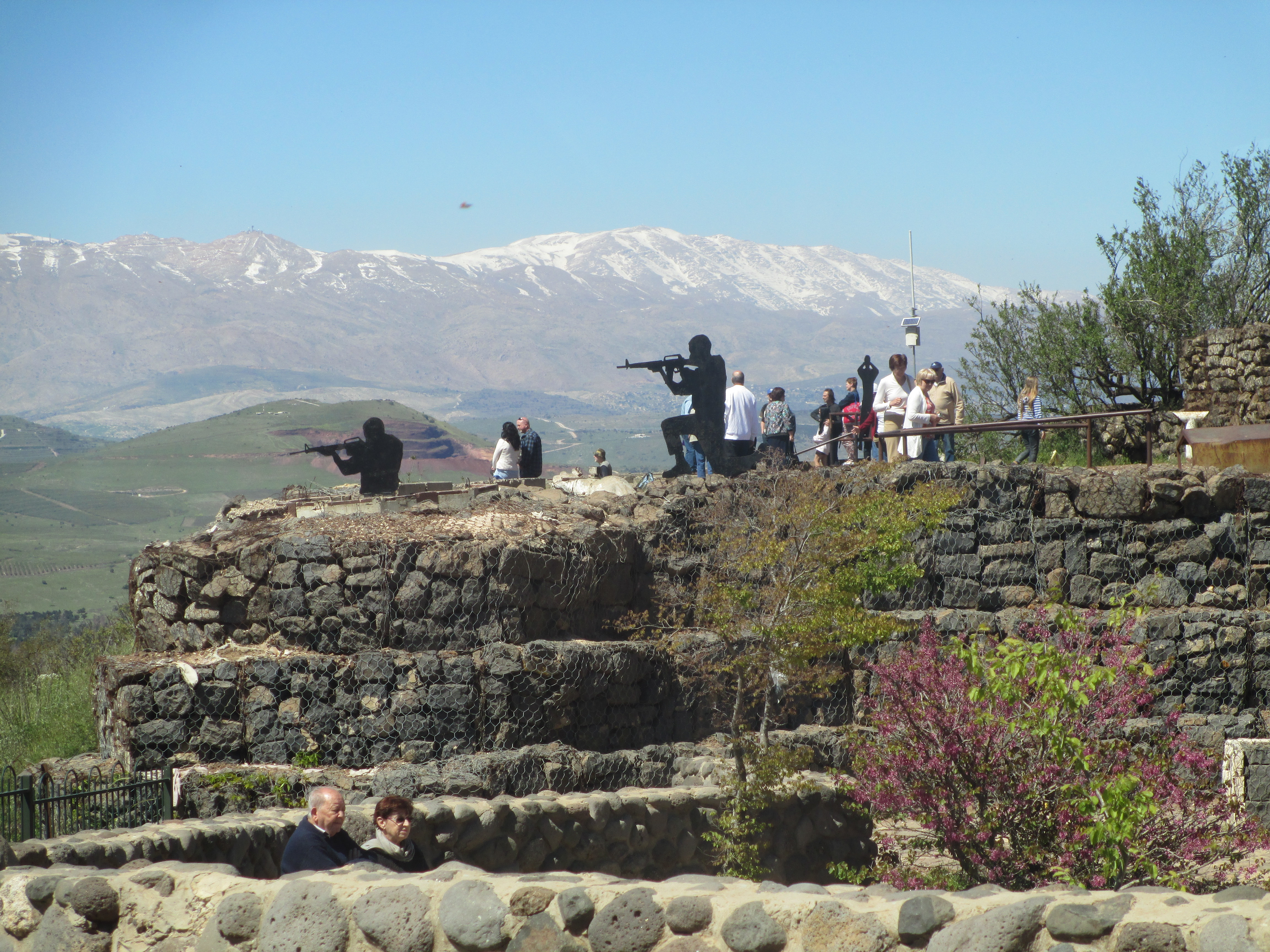
山顶战壕，远处为黑门山。

本塔尔山 (阿拉伯语：‎ / ALA-LC: Jabal al-Gharam / "欲望之山" "Jabal Bental"; 希伯來語：‎, Har Bental, " 本塔尔山") 是戈兰高地东北部靠近以色列叙利亚停火线的一座休眠火山。海拔1171米。